# Championnat d'Uruguay féminin de football 2021
Navigation
Édition précédente Édition suivante
La saison 2021-2022 du championnat d'Uruguay féminin de football est la vingt-cinquième saison du championnat. Le Club Nacional remet son titre en jeu.

## Participants
Le Racing Club et le Club Náutico sont promus de Campeonato B.
| Nom du club       | Ville       | Palmarès |
| ----------------- | ----------- | -------- |
| Atenas            | San Carlos  |          |
| Danubio           | Montevideo  |          |
| Defensor Sporting | Montevideo  |          |
| Fénix             | Las Piedras |          |
| Liverpool         | Montevideo  |          |
| Nacional          | Montevideo  |          |
| Náutico           | Montevideo  |          |
| Peñarol           | Montevideo  |          |
| Racing            | Montevideo  |          |
| River Plate       | Montevideo  |          |

## Compétition
Le championnat se dispute en deux phases. La première phase regroupe les 10 équipes dans une poule unique où elles s'affrontent chacune une fois. Elles sont ensuite divisées en deux poules de 5 équipes où elles s'affrontent à nouveau chacune une fois.
Le champion se qualifie pour la Copa Libertadores 2022. Les deux derniers sont relégués en Campeonato B.

### Première phase
| Rang | Équipe            | Pts | J | G | N | P | Bp | Bc | Diff |
| ---- | ----------------- | --- | - | - | - | - | -- | -- | ---- |
| 1    | Nacional T        | 25  | 9 | 8 | 1 | 0 | 47 | 3  | +44  |
| 2    | Peñarol           | 25  | 9 | 8 | 1 | 0 | 36 | 3  | +33  |
| 3    | Defensor Sporting | 21  | 9 | 7 | 0 | 2 | 25 | 11 | +14  |
| 4    | Liverpool         | 16  | 9 | 5 | 1 | 3 | 12 | 18 | -6   |
| 5    | Atenas            | 13  | 9 | 4 | 1 | 4 | 18 | 15 | +3   |
| 6    | Náutico P         | 13  | 9 | 4 | 1 | 4 | 12 | 21 | -9   |
| 7    | Fénix             | 7   | 9 | 2 | 1 | 6 | 7  | 19 | -12  |
| 8    | River Plate       | 6   | 9 | 2 | 0 | 7 | 9  | 22 | -13  |
| 9    | Danubio           | 5   | 9 | 1 | 2 | 6 | 8  | 32 | -24  |
| 10   | Racing P          | 0   | 9 | 0 | 0 | 9 | 4  | 34 | -30  |

- Qualifiées pour la phase finale
- Reversé dans la poule de relégation

### Deuxième phase
La deuxième phase commence le 5 février 2022.
| Rang | Équipe            | Pts | J | G | N | P | Bp | Bc | Diff |
| ---- | ----------------- | --- | - | - | - | - | -- | -- | ---- |
| 1    | Defensor Sporting | 10  | 4 | 3 | 1 | 0 | 13 | 3  | +10  |
| 2    | Nacional T        | 9   | 4 | 3 | 0 | 1 | 13 | 3  | +10  |
| 3    | Peñarol           | 7   | 4 | 2 | 1 | 1 | 7  | 3  | +4   |
| 4    | Atenas            | 1   | 4 | 0 | 1 | 3 | 2  | 9  | -7   |
| 5    | Liverpool         | 1   | 4 | 0 | 1 | 3 | 1  | 18 | -17  |

| Rang | Équipe      | Pts | J | G | N | P | Bp | Bc | Diff |
| ---- | ----------- | --- | - | - | - | - | -- | -- | ---- |
| 1    | Náutico P   | 9   | 4 | 3 | 0 | 1 | 8  | 2  | +6   |
| 2    | Fénix       | 9   | 4 | 3 | 0 | 1 | 4  | 1  | +3   |
| 3    | Danubio     | 6   | 4 | 2 | 0 | 2 | 4  | 4  | 0    |
| 4    | River Plate | 6   | 4 | 2 | 0 | 2 | 3  | 4  | -1   |
| 5    | Racing P    | 0   | 4 | 0 | 0 | 4 | 3  | 11 | -8   |

## Statistiques
|    | Joueuse                | Club              | Buts |
| -- | ---------------------- | ----------------- | ---- |
| 1. | Esperanza Pizarro (en) | Nacional          | 17   |
| 2. | Belén Aquino           | Peñarol           | 10   |
| 3. | Juliana Castro (es)    | Defensor Sporting | 7    |
| 3. | María Oxandabarat      | Defensor Sporting | 7    |
| 3. | Yamila Badell (es)     | Nacional          | 7    |

Mise à jour le 2 mai 2022.